# Surucuá-variado
O surucuá-variado ou surucuá-de-peito-azul (Trogon surrucura) é uma espécie de ave da família Trogonidae.

## Características
Mede aproximadamente 26 cm de comprimento. Possui duas subespécies com colorido do ventre e das pálpebras distintos: a de barriga e pálpebras amarelo-alaranjadas, Trogon s. aurantius (encontrada da Bahia ao Rio de Janeiro, Goiás e leste de Minas Gerais); e a de barriga vermelha com pálpebras laranjas, Trogon s. surrucura (resgistrada do sul de Mato Grosso e Goiás, Rio de Janeiro e Minas Gerais ao Rio Grande do Sul, nordeste da Argentina e Paraguai). Habita matas e cerrados.
Ambas as subespécies apresentam dimorfismo sexual, sendo o macho com cabeça e peito azulados, costas verdes e asas salpicadas de branco. As fêmeas e os imaturos são cinzentos.